# Vría
Vría är en ort i Grekland.   Den ligger i prefekturen Nomós Pierías och regionen Mellersta Makedonien, i den norra delen av landet, 280 km norr om huvudstaden Aten. Vría ligger 336 meter över havet och antalet invånare är 394.
Terrängen runt Vría är varierad, och sluttar österut. Runt Vría är det ganska glesbefolkat, med 32 invånare per kvadratkilometer. Närmaste större samhälle är Kateríni, 15,6 km öster om Vría. Trakten runt Vría består till största delen av jordbruksmark.